# Guido Fulst
Guido Fulst (ur. 7 lipca 1970 w Wernigerode) – niemiecki kolarz torowy i szosowy, trzykrotny medalista olimpijski i dziewięciokrotny medalista torowych mistrzostw świata.

## Kariera
Urodził się w NRD i do zjednoczenia Niemiec reprezentował barwy tego kraju. Na igrzyskach debiutował w Barcelonie w 1992, ostatni raz wystąpił w Atenach 12 lat później. Dwukrotnie zwyciężał w drużynowym wyścigu na dochodzenie (1992 i 2000), w Atenach był trzeci w wyścigu punktowym. Wielokrotnie był mistrzem świata w drużynie.

## Starty olimpijskie (medale)
Barcelona 1992
- 4 km na dochodzenie (drużyna) –  złoto

Sydney 2000
- 4 km na dochodzenie (drużyna) –  złoto

Ateny 2004
- wyścig punktowy -  brąz